# David Zuckerman
Ne doit pas être confondu avec David Zuckerman (homme politique).
David Zuckerman est un scénariste et producteur d'émissions télévisées américain.
Il écrit pour la première fois pour Le Prince de Bel-Air et a par la suite produit des épisodes de Les Rois du Texas. Avec Seth MacFarlane, il a développé une série d'animation pour la chaîne Fox, Les Griffin, et a par conséquent travaillé sur American Dad!. Il a également créé deux autres séries américaines, The Last Frontier et The Big House, et est producteur de la série américaine Wilfred.